# Shahba
Shahba (in arabo شهبا) è una città della Siria.

## Storia
La città diede i natali all'imperatore romano Filippo l'Arabo.
Nel 244 lo stesso imperatore ricostruì la città dandole il nome di Filippopolis, di cui rimangono un anfiteatro, delle terme ed alcuni templi. Non lontano dalla città si trova il Ponte romano a Nimreh.